# Albert Hammond
|  | For sønnen, se Albert Hammond, Jr. |
Albert Louis Hammond (født 18. maj 1944 i London) er en britisk-gibraltarsk sanger, sangskriver og pladeproducer, der havde sin storhedstid i 1970'erne med sanghit som "It Never Rains in Southern California", "The Free Electric Band" og "When I Need You" (sidstnævnte skrevet sammen med Carole Bayer Sager og især kendt med Leo Sayer).

## Opvækst og karrierens indledning
Albert Hammond blev født i London, England, af gibraltarske forældre, der var evakueret til England under anden verdenskrig. Efter krigen flyttede familien tilbage til Gibraltar, hvor han voksede op. I 1960 begyndte han at spille med en lokal gruppe kaldet The Diamond Boys, der ikke opnåede større kommerciel succes, men de havde dog en vis indflydelse på Spaniens indførelse i rock- og popmusik. Gruppen spillede blandt andet i de første natklubber i Madrid sammen med spanske rock'n'roll-pionerer som Miguel Ríos. I 1966 var Hammond med til at danne den britiske vokalgruppe The Family Dogg, der i 1969 nåede i topti på den britiske hitliste med sangen "A Way of Life".

## Karrierens top
Hammond boede i denne periode i England, hvor han ofte skrev sange sammen med andre, ikke mindst med Mike Hazlewood. Parret skrev blandt andet "Little Arrows" til Leapy Lee, "Make Me an Island" og "You're Such a Good Looking Woman" til Joe Dolan, "Gimme Dat Ding" til The Pipkins, "Good Morning Freedom" til Blue Mink, "Freedom Come, Freedom Go" til The Fortunes og ikke mindst det store The Hollies-hit "The Air That I Breathe". Efter at have arbejdet sammen med Michael Chapman og The Magic Lanterns på nogle indspilninger, flyttede Hammond til USA omkring 1970.
Det var her, han fik sit store sologennembrud med sit debutalbum It Never Rains in Southern California fra 1972, hvorfra titelnummeret nåede en femteplads på den amerikanske singleliste. Det følgende album The Free Electric Band (1973) fulgte pænt op på successen, selv om det ikke havde lige så store hits. Herfra blev titelnummeret et pænt hit, især i Storbritannien, hvor det nåede i top tyve. Senere fik Hammond også et hit med sangen "I'm a Train" (1974), og han udgav selv først sangen "When I Need You" uden større opmærksomhed, men da Leo Sayer indspillede sangen, blev den et verdensomspændende hit i 1977 med førstepladser i både Storbritannien og USA.
I flere år vedblev Albert Hammond med at udgive egne plader, og en række album på spansk sikrede ham stor succes i spansktalende lande. Blandt andet turnerede han i en periode Latinamerika tyndt, og han mødte i Mexico Manuel Montoya, der blev hans personlige manager i 1985. Som en del af den spansksprogede musikscene i Amerika kom Hammond til at arbejde sammen med navne som Lani Hall omkring hendes album Es Facil Lamar, med Roberto Livi samt Eydie Gorme, lige som han skrev og producerede "Cantaré, Cantarás", den latinamerikanske pendant til "We Are the World".
Hammond skrev fortsat også sange på engelsk, og sammen med Hal David skrev han "To All the Girls I've Loved Before", der blev et stort hit for Julio Iglesias og Willie Nelson i 1984. Et andet samarbejde, "Nothing's Gonna Stop Us Now", skrevet sammen med Diane Warren, blev et stort hit med Starship i 1987. Sammen med Warren skrev han desuden Chicagos hit "I Don't Wanna Live Without Your Love" fra 1988, og han var med til at skrive kendingssangen til sommer-OL 1988 i Seoul, "One Moment in Time", sunget af Whitney Houston.
Af andre kunstnere, Hammond har forsynet med sange, kan nævnes Diana Ross ("When You Tell Me That You Love Me") og Tina Turner ("I Don't Wanna Lose You", "Be Tender with My Baby" og flere andre).
I 2005 udgav han efter en del års pause som sanger albummet Revolution of the Heart. I 2010 udgav han et album, Legend, indeholdende en række af hans sange sunget i duet med andre kunstnere som Helena Paparizou og Bonnie Tyler.

## Priser og hædersbevisninger
I 1987 blev sangen "Nothing's Gonna Stop Us Now" nomineret til både en Oscar-, en Golden Globe- og en Grammy-pris, men vandt dog ingen af dem. I 1988 vandt sangen "One Moment in Time" en Emmy-pris; denne sang skrev Hammond sammen med John Bettis.
I 2000 modtog Hammond Order of the British Empire, og i 2008 blev han indlemmet i Songwriters Hall of Fame.

## Privatliv
Albert Hammond har en søn, Albert Hammond, Jr., med den argentinske fotomodel Claudia Fernández. Hammond Jr. er som sin far en kendt musiker, der blandt andet har været med i The Strokes.

## Diskografi (album)
- It Never Rains in Southern California (1972)
- The Free Electric Band (1973)
- Albert Hammond (1974)
- 99 Miles from L.A. (1975)
- Canta Sus Grandes Éxitos en Español e Inglés (1976)
- My Spanish Album (1976)
- Mi Album de Recuerdos (1977)
- When I Need You (1977)
- Albert Louis Hammond (1978)
- Greatest Hits (1978)
- Al Otro Lado del Sol (1979)
- Comprenderte (1981)
- Your World and My World (1981)
- Somewhere in America (1982)
- Hammond and the West (1986, hollandsk udgave)
- Hammond and the West (1987, tysk udgave)
- The Very Best of Albert Hammond (1988, CBS)
- Best of Me (1989)
- Songsmith (1991)
- Exitos (1992)
- Greatest Hits (1995)
- Coplas & Songs (1996)
- Todas Sus Grabaciones en Espanol para Discos (1998, opsamling af spanske hits 1975-1978)
- The Very Best of Albert Hammond (1999, Sony)
- Revolution of the Heart (2005)
- Legend (2010)